# Fall Out Boy
Fall Out Boy — американская поп-рок группа, основанная в 2001 году в городе Уилметт (Иллинойс). Группа состоит из Патрика Стампа (вокал, ритм-гитара), Пита Венца (бас-гитара), Джо Тромана (гитара, бэк-вокал), Эндрю Хёрли (барабаны). Основателями коллектива считаются Джозеф Троман и Пит Венц.

## История
Все четверо участников группы начинали свою музыкальную карьеру поодиночке, являясь участниками различных андерграундных хардкор-групп Чикаго. Один из основателей Fall Out Boy — Пит Венц, решил создать свою собственную группу, для чего привлёк своего давнего знакомого гитариста Джо Тромана, с которым им довелось играть в одной из групп ранее. Вокалист и гитарист группы — Патрик Стамп, работал в музыкальном магазине своего отца, куда часто захаживал Джо, который и предложил Патрику присоединиться к начинающему свой путь коллективу. Позднее к группе присоединился ударник Энди Хёрли. Необходимость в ударнике появилась после того, как в Патрике обнаружился большой талант к вокалу, и он стал вокалистом группы, хотя до этого функции ударника группы выполнял именно он.
Эти четверо наследников традиций американского поп-панка, объединившись в 2001 году, сыграли уже несколько концертов, но все никак не могли придумать подходящее название. На одном из концертов в колледже музыканты спросили у своих слушателей, как лучше назвать группу. Кто-то из зала крикнул: «Fall Out Boy!» Группе это название понравилось, хотя никто из них тогда понятия не имел, откуда оно взялось.

### 2001—2003
В 2001 году четвёрка своими силами записала и издала демо-кассету с тремя песнями, а в 2002 году нашёлся лейбл, который согласился издать альбом, объединивший по несколько треков Fall Out Boy и Project Rocket, бывшей группы ударника Энди Хёрли. Музыканты не питали особых иллюзий на свой счёт, однако эффект от первого релиза и особенно от их ярких концертов превзошёл ожидания. Когда в начале 2003 года команда вернулась на тот же лейбл, чтобы записать новый мини-альбом, оказалось, что ситуация за последние полгода сильно изменилась. После появления мини-альбома Fall Out Boy’s Evening Out With Your Girlfriend, получившего хорошие отзывы в местной прессе, Fall Out Boy уже вышли из категории тёмных лошадок, и менеджеры нескольких звукозаписывающих компаний начали активно обхаживать молодую команду. Издание дебютного альбома музыканты доверили флоридскому лейблу Fueled by Ramen, основанному Винни Фиорелло, ударником панк-группы Less Than Jake.
В мае 2003 года в дискографии Fall Out Boy появился полноформатный альбом Take This to Your Grave, который вошёл в первую десятку независимого рейтинга продаж и стал веским аргументом для мэйджор-лейбла Island Records, который давно положил глаз на чикагский квартет, но как-то все не решался узаконить отношения. Альбом Take This to Your Grave прозвучал довольно уверенно и вызвал симпатии многих критиков. Эта крепкая подборка панк-мелодий убедительно сочетала романтику и иронию, плотные гитарные риффы и пародию на поп-клише. Музыканты очевидно уже вышли из-под влияния Green Day, чья музыка когда-то вдохновила их взяться за панк. Питер Венц окрестил саунд Fall Out Boy «софткором», имея в виду нечто среднее между хардкором и поп-панком. Многомесячный концертный марафон, честно отработанный командой, представил новое чикагское формирование широким панковским массам. Массы остались довольны увиденным и услышанным.

### 2004—2007

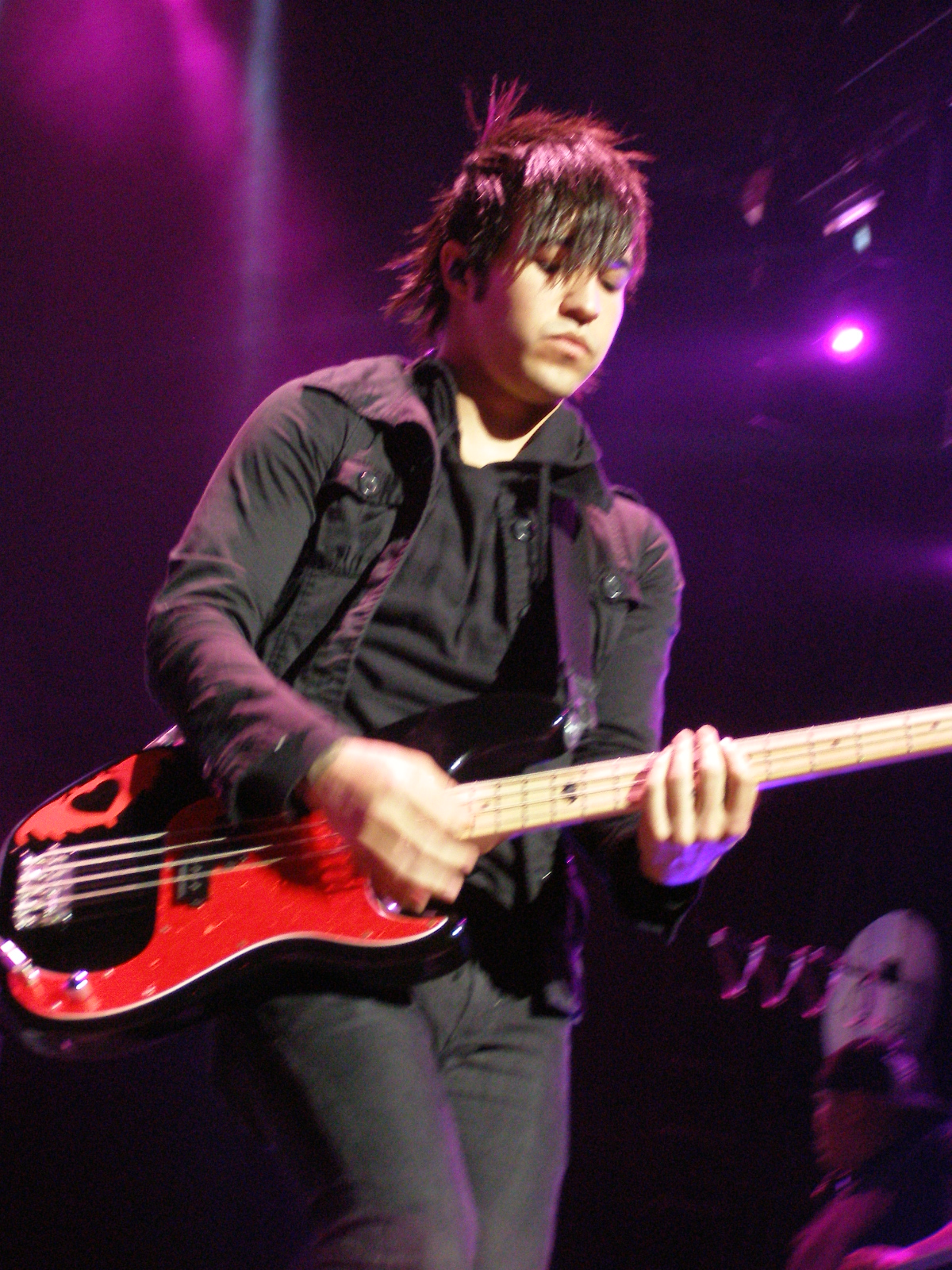
Пит Венц в 2007 году

В мае 2004 года группа представила акустический мини-диск My Heart Will Always Be the B-Side to My Tongue, который включал кавер-версию песни «Love Will Tear Us Apart» группы Joy Division.
Наконец в мае 2005 года Fall Out Boy выпустили второй студийный альбом From Under the Cork Tree, который обязан своим названием детской книге История Фердинанда за авторством Манро Лиф. Продюсировал его Нил Эврон, отвечавший за саунд группы A New Found Glory. Сотни отработанных за два года концертов и хорошая промокампания гарантировали команде самое пристальное внимание к её свежему релизу, который за первую же неделю разошёлся 70-тысячным тиражом и отметился в Billboard 200, а впоследствии трижды получил платиновый статус. Сингл «Sugar, We're Goin Down» принёс в копилку Fall Out Boy первый стопроцентный хит, достигнув 8-й строчку Billboard Hot 100. Не последнюю роль в этом сыграл видеоклип, который активно ротировался и удостоился награды MTV2 Award на церемонии вручения MTV Video Music Awards в 2005 году. Ненамного отстал в чартах и второй сингл «Dance, Dance». Даже организаторы Грэмми не обошли четвёрку вниманием, выдвинув их на соискание премии в номинации «Лучший новый артист».
Главным событием в гастрольном графике Fall Out Boy в 2006 году стал концертный тур под названием «The Black Clouds and Underdogs Tour». Возглавив его на правах хедлайнеров, они выбрали в качестве группы поддержки несколько коллективов: The All-American Rejects, Hawthorne Heights, From First to Last, The Hush Sound и October Fall. Молодые команды по очереди открывали их выступления, проходившие в десятках городов Северной Америки и Европы.
Несмотря на очень плотный гастрольный график 2006 года, Fall Out Boy умудрились найти время для записи нового альбома, третьего по счёту. Пластинка, получившая название Infinity on High вышла в свет уже в феврале 2007 года. Для продюсирования был приглашён человек-оркестр Babyface, специализировавшийся, правда, в основном на ритм-н-блюз- и поп-исполнителях, а также рэпер Jay-Z. Помимо этого, гитарные соло записали Райан Росс из Panic! At The Disco и Чед Гилберт из New Found Glory.
В интервью еженедельнику Billboard Патрик Стамп отметил, что хотя в альбоме активнее прежнего используются пианино, струнные и духовые, музыканты «старались этим не слишком увлекаться. В конце концов, в центре этих песен просто играют четверо парней — барабаны, бас и две гитары. Это просто рок-песни… От песни к песне ощущения полностью меняются, но в контексте они все осмыслены. У них у всех есть что-то общее, но в целом там много разных голосов, перспектив и стилей. Было бы нечестно, если бы мы пытались сдерживать какие-то из этих элементов».
Синглы «This Ain't a Scene, It’s an Arms Race» и «Thnks fr th Mmrs» мгновенно стали хитами, а группа отправилась в очередное мировое турне.

### 2008—2010
17 октября 2008 года в прокат вышел художественный фильм «Сексдрайв», в котором Fall Out Boy приняли непосредственное участие (камео).
31 октября 2008 года в ходе интервью-марафона, проходившего в студии Premiere в Лос-Анджелесе, группа установила мировой рекорд по числу интервью за сутки — 72 интервью за день, который вошёл в Книгу рекордов Гиннесса.
В декабре 2008 года мир увидел новый альбом с оригинальным французским названием Folie à Deux (в переводе с фр. — «Безумие двоих»). Критики неоднозначно отнеслись к этому альбому, одни[кто?] приняли сторону «Fall Out Boy — опопсели», другие же[кто?], что «они [FOB] просто стали взрослее».
Начало 2009 года группа провела в турне. Япония, Австралия, Европа и все штаты США. В начале лета из-за многочисленных споров и ссор внутри коллектива участники решили взять перерыв в творческой деятельности. Группа объявила о том, что уходит в творческий отпуск.
В ноябре 2009 года группа объявила о выпуске первого сборника лучших песен Believers Never Die — Greatest Hits с двумя новыми песнями.

### Возвращение
4 февраля 2013 года группа объявила об окончании перерыва. За это время участники успели поучаствовать в различных проектах, в том числе и сольных. 6, 7 мая 2013 года группа анонсировала выход пятого альбома под названием Save Rock and Roll по всему миру. Позже выпуск альбома был перенесён на 15 апреля. После воссоединения группы начали появляться серии музыкального фильма The Young Blood Chronicles на каждую композицию из альбома Save Rock and Roll, начиная с видеоклипа на песню «My Songs Know What You Did in the Dark (Light Em Up)».
Летом 2014 года по всем штатам Америки прошёл совместный тур Fall Out Boy, Paramore и New Politics под названием «Monumentour».
Осенью 2014 года Fall Out Boy выпустила сингл «Centuries», который быстро покорил вершины различных чартов. Позднее вышел сингл «American Beauty/American Psycho». Совместно с выходом этого сингла группа анонсировала одноимённый альбом, выход которого состоялся в январе 2015 года. Альбом обрёл громадный успех, получил хорошие отклики в прессе, а синглы с него стали очень популярны. В частности, «Centuries» получил мультиплатиновый статус, а сингл «Immortals» стал саундтреком к мультфильму «Город героев», который удостоился кинопремии «Оскар», как лучший мультипликационный фильм.
Позднее группа объявила о совместном с рэпером Wiz Khalifa летнем туре «Boys of Zummer Tour», который прошёл в США. Осенью 2015 года в поддержку нового альбома прошло турне по европейским странам «American Beauty/American Psycho Tour».
Fall Out Boy совместно с Мисси Эллиотт записали трек «Ghostbusters (I’m Not Afraid)» к фильму «Охотники за привидениями» 2016 года.
В 2019 году Lil peep и ILoveMakonnen совместно с Fall Out Boy выпустили песню «I’ve Been Waiting».
10 сентября 2019 года группа объявила о туре Hella Mega Tour с Green Day и Weezer в качестве хедлайнеров. Они также выпустили сингл «Dear Future Self (Hands Up)» из своего второго альбома-сборника Greatest Hits: Believers Never Die — Volume Two, выпущенного в ноябре 2019 года. Из-за пандемии COVID-19 летняя часть тура была перенесена на 2021 год.
В январе 2023 года Fall Out Boy в преддверии выхода своего нового альбома So Much (For) Stardust представили 2 сингла из него — «Love from the Other Side» и «Heartbreak Feels So Good». Альбом вышел в марте 2023 и стал восьмым студийным альбомом в дискографии группы.

## Состав группы
- Патрик Стамп — вокал, ритм-гитара, клавишные, композитор
- Пит Венц — бэк-вокал, бас-гитара, автор песен
- Джо Троман — гитара, бэк-вокал
- Энди Хёрли — ударные, бэк-вокал

## Дискография
| Студийныe альбомы - «Take This to Your Grave» (2003) - «From Under the Cork Tree» (2005) - «Infinity on High» (2007) - «Folie à Deux» (2008) - «Save Rock and Roll» (2013) - «American Beauty/American Psycho» (2015) - «M A N I A» (2018) - «So Much (For) Stardust» (2023) | Другие альбомы - «Fall Out Boy’s Evening Out with Your Girlfriend» (2003; альбом из демозаписей) - «My Heart Will Always Be the B-Side to My Tongue» (2004; мини-альбом) - «Leaked in London» (2007; мини-альбом) - «Believers Never Die: Greatest Hits» (2009; сборник хитов) - «PAX AM Days» (2013; мини-альбом) - «Make America Psycho Again» (2015; альбом ремиксов) - «Lake Effect Kid» (2018; мини-альбом) - «Greatest Hits: Believers Never Die — Volume Two» (2019; сборник хитов) |

## Видеография
| Год  | Название                                                                     | Режиссёр                   |
| ---- | ---------------------------------------------------------------------------- | -------------------------- |
| 2003 | «Dead on Arrival»                                                            | Грег Каплан                |
| 2003 | «Grand Theft Autumn/Where is Your Boy»                                       | Дэйл Рестегини             |
| 2003 | «Saturday»                                                                   | Шейн Дрейк                 |
| 2005 | «Sugar, We’re Goin Down»                                                     | Мэттью Ленски              |
| 2005 | «Dance, Dance»                                                               | Алан Фергюсон              |
| 2006 | «A Little Less Sixteen Candles, a Little More „Touch Me“»                    | Алан Фергюсон              |
| 2007 | «This Ain’t a Scene, It’s an Arms Race»                                      | Алан Фергюсон              |
| 2007 | «Thnks fr th Mmrs»                                                           | Алан Фергюсон              |
| 2007 | «„The Take Over, the Breaks Over“»                                           | Алан Фергюсон              |
| 2007 | «I’m Like a Lawyer with the Way I’m Always Trying to Get You Off (Me & You)» | Алан Фергюсон              |
| 2007 | «The Carpal Tunnel of Love»                                                  | Кенн Наварро               |
| 2008 | «Beat it» (feat. John Mayer)                                                 | Шейн Дрейк                 |
| 2008 | «I Don’t Care»                                                               | Алан Фергюсон              |
| 2009 | «What a Catch, Donnie»                                                       | Алан Фергюсон              |
| 2009 | «America’s Suitehearts»                                                      | Мэттью Стоуски             |
| 2009 | «Headfirst Slide into Cooperstown on a Bad Bet»                              | Шейн Вальдес               |
| 2009 | «Alpha Dog»                                                                  | Харви Уайт                 |
| 2013 | «My Songs Know What You Did in the Dark (Light Em Up)»                       | Дональд/Зэе                |
| 2013 | «The Phoenix»                                                                | Дональд/Зэе                |
| 2013 | «Young Volcanoes»                                                            | Дональд/Зэе                |
| 2013 | «Alone Together»                                                             | Дональд/Зэе                |
| 2013 | «The Mighty Fall» (feat. Big Sean)                                           | Дональд/Зэе                |
| 2013 | «Love, Sex, Death»                                                           | Скэнтрон                   |
| 2013 | «Just One Yesterday» (feat. Foxes)                                           | Дональд/Зэе                |
| 2013 | «Where Did the Party Go»                                                     | Дональд/Зэе                |
| 2013 | «Death Valley» (feat. Tommy Lee)                                             | Дональд/Зэе                |
| 2014 | «Rat a Tat» (feat. Courtney Love)                                            | Дональд/Зэе                |
| 2014 | «Мiss Missing You»                                                           | Дональд/Зэе                |
| 2014 | «Save Rock and Roll» (feat. Elton John)                                      | Дональд/Зэе                |
| 2014 | «Immortals»                                                                  |                            |
| 2014 | «Centuries» (Hyperlapse Edition)                                             | Скэнтрон, Бойтлер Инк      |
| 2014 | «Centuries»                                                                  | Синдром                    |
| 2014 | «American Beauty/American Psycho»                                            | Синдром                    |
| 2015 | «Irresistible»                                                               | Скэнтрон, Мел Сориа        |
| 2015 | «Uma Thurman»                                                                | Скэнтрон, Мел Сориа        |
| 2015 | «Back to Earth» (feat. Steve Aoki)                                           | Аарон Грассо               |
| 2015 | «Irresistible (Starring Doug the Pug)» (feat. Demi Lovato)                   | Скэнтрон                   |
| 2017 | «Young and Menace»                                                           |                            |
| 2017 | «Champion»                                                                   | Брэндан Уолтер, Мел Сориа  |
| 2017 | «The Last Of The Real Ones»                                                  | Джастус Мейер              |
| 2017 | «HOLD ME TIGHT OR DON’T»                                                     | Брэндан Уолтер, Мел Сориа  |
| 2018 | «Wilson (Expensive Mistakes)»                                                | Джейсон Лестер, Джеси Одио |
| 2018 | «Church»                                                                     | Давейон Томпсон            |
| 2018 | «Bishops Knife Trick»                                                        | Скэнтрон                   |
| 2018 | «City in a Garden»                                                           | Кевин Гутьеррес            |
| 2019 | «Dear Future Self (Hands Up)» ft. Wyclef Jean"                               |                            |
| 2023 | «Love From The Other Side»                                                   | Дэвид Браун                |
| 2023 | «Heartbreak Feels So Good»                                                   | Уити Макконноги            |
| 2023 | «Hold Me Like A Grudge»                                                      | Брендан Уолтер             |
| 2024 | «So Much (For) Stardust» starring Jimmy Butler                               | Брендан Уолтер             |